# Die Energiefalle
Die Energiefalle (Originaltitel: Booby Trap) ist die sechste Folge der dritten Staffel der US-amerikanischen Science-Fiction-Fernsehserie Raumschiff Enterprise – Das nächste Jahrhundert. Sie wurde in den Vereinigten Staaten über Syndication vermarktet und erstmals am 30. Oktober 1989 auf verschiedenen Fernsehsendern ausgestrahlt. In Deutschland war sie zum ersten Mal am 14. August 1992 in einer synchronisierten Fassung im ZDF zu sehen.

## Handlung
Im Jahr 2366 bei Sternzeit 43205.6 erforscht die Enterprise ein Asteroidenfeld, das vor 1000 Jahren bei der Zerstörung des Planeten Orelious IX entstanden ist. Damals fand hier die letzte Schlacht im Krieg zwischen den Promellianern und den Metharianern statt, die in der vollständigen Vernichtung der beiden Völker mündete. Aus dem Inneren des Felds empfängt die Enterprise ein Notsignal und Captain Picard beschließt, dem nachzugehen. Als Ursprungsort des Signals wird ein noch gut erhaltener promellianischer Schlachtkreuzer ausgemacht. Picard beamt mit einem Außenteam an Bord und findet dort die Aufzeichnungen des promellianischen Captains.
Währenddessen ist Chefingenieur La Forge aufgrund einer fehlgeschlagenen romantischen Verabredung äußerst niedergeschlagen. Er wird jedoch rasch aus seinen Gedanken gerissen, denn kurz nach der Abreise des Außenteams kommt es auf der Enterprise zu einem Energieabfall. Das Außenteam kann sicher zurückgeholt werden. Es stellt sich heraus, dass das promellianische Schiff in eine metharianische Energiefalle geraten war, die ihm die Energie entzogen und in tödliche Strahlung umgewandelt hat. Diese Falle ist nach wie vor aktiv und nun ist auch die Enterprise hineingeraten. Es bleiben nur noch drei Stunden, bis die Energiereserven des Schiffs erschöpft sind.
La Forge sucht nach einer Lösung, um mehr Energie zu erzeugen und der Falle zu entkommen. Dabei stößt er auf die Aufzeichnungen von Dr. Leah Brahms, einer Ingenieurin, die maßgeblich an der Konstruktion der Enterprise beteiligt war. Anhand der über sie vorhandenen Daten erschafft er auf dem Holodeck ein Abbild von ihr und die beiden finden zunächst einen Weg, um die Schutzschilde des Schiffs zu verstärken. Gleichzeitig findet der zweite Offizier Data bei der Auswertung des promellianischen Logbuchs heraus, dass die Energiefalle aus zahlreichen Aceton-Assimilatoren besteht, die auf den Asteroiden verteilt sind. Trotz La Forges Bedenken will der erste Offizier Riker die Assimilatoren mit den Schiffsphasern zerstören, was aber misslingt. Die Waffenenergie wird vollständig absorbiert und die Reserven der Enterprise noch weiter geschwächt.
Um Energie zu sparen, müssen viele Schiffssysteme abgeschaltet werden. La Forge kann Picard jedoch davon überzeugen, das Holodeck weiterlaufen zu lassen. Er arbeitet weiter mit Dr. Brahms und findet sie zunehmend sympathischer. Gemeinsam erarbeiten sie eine Methode, wie sich die Enterprise aus dem Asteroidenfeld herausmanövrieren könnte. Es besteht eine winzige Zeitverzögerung zwischen einer Kursänderung und der Gegenreaktion der Assimilatoren. Um sich diese zunutze zu machen, müsste man die Steuerung des Schiffs allerdings vollständig dem Computer übergeben. La Forge lässt mehrere Simulationen laufen, doch die Erfolgsaussichten sind ungewiss. Schließlich kommt ihm eine andere Idee: Die Assimilatoren sind dazu ausgelegt, die Energie eines Raumschiff gegen dieses zu verwenden. Jeder Plan, der einen hohen Energieaufwand benötigt, muss daher zum Scheitern verurteilt sein. Stattdessen müsse man versuchen, der Falle mit einem Minimum an Energie zu entkommen. La Forge schlägt deshalb vor, die Enterprise mit einem einzigen Schub des Impulsantriebs in Bewegung zu versetzen, dann alle Systeme außer der Lebenserhaltung abzuschalten und das Schiff anschließend mithilfe der Steuerdüsen aus dem Asteroidenfeld zu manövrieren.
Captain Picard ist mit diesem Plan einverstanden und übernimmt persönlich die Steuerkontrolle. Tatsächlich gelingt es, das Asteroidenfeld zu verlassen, und die Schiffsenergie kann wiederhergestellt werden. Picard ordnet an, den promellianischen Kreuzer und die Assimilatoren in seiner Umgebung zu zerstören, damit kein weiteres Schiff der Energiefalle zum Opfer fällt. La Forge sucht noch einmal das Holodeck auf, um Leah Brahms über den Ausgang des Flugs zu informieren, und die beiden küssen sich zum Abschied.

## Verbindungen zu anderen Star-Trek-Produktionen
Einige Elemente aus dieser Folge wurden in späteren Star-Trek-Produktionen wieder aufgegriffen:
- Die Figur der Leah Brahms taucht in Folge 4.16 (Die Begegnung im Weltraum) von Raumschiff Enterprise – Das nächste Jahrhundert aus dem Jahr 1991 und in Folge 3.03 (Das Psycho-Gestein) der animierten Serie Star Trek: Lower Decks aus dem Jahr 2022 wieder auf. Die Begegnung im Weltraum nimmt direkt Bezug auf die Ereignisse aus Die Energiefalle und thematisiert auch La Forges Verliebtheit in Brahms. In der finalen Doppelfolge 7.25/26 (Gestern, heute, morgen) von Raumschiff Enterprise – Das nächste Jahrhundert aus dem Jahr 1994 wird erwähnt, dass La Forge und Brahms in einer alternativen Zukunft des Jahres 2395 verheiratet sind.
- Guinan erzählt La Forge in dieser Folge, dass sie glatzköpfige Männer attraktiv findet, da ihr vor langer Zeit ein glatzköpfiger Mann einmal geholfen hat, als es ihr sehr schlecht ging. In der Doppelfolge 5.26/6.01 (Gefahr aus dem 19. Jahrhundert) von Raumschiff Enterprise – Das nächste Jahrhundert aus dem Jahr 1992 stellt sich heraus, dass es sich um den zeitreisenden Captain Picard gehandelt hat, dem Guinan 1893 in San Francisco begegnete.
- Dass O’Brien in seiner Freizeit Flaschenschiffe bastelt, wird in der Doppelfolge 7.25/26 (Gestern, heute, morgen) ebenfalls erwähnt.
- Die Promellianer werden auch in Folge 5.02 (Unter den Zwillingsmonden) von Star Trek: Discovery aus dem Jahr 2024 erwähnt.

## Produktion

### Drehbuch
Im ursprünglichen Drehbuchentwurf sollte Leah Brahms eigentlich Navid Daystrom heißen und eine Nachfahrin des Wissenschaftlers Richard Daystrom aus dem 23. Jahrhundert sein, der in der Folge Computer M5 der Serie Raumschiff Enterprise einen Auftritt hatte. Die Casting-Abteilung bemerkte jedoch erst nach der Verpflichtung von Susan Gibney, dass Richard Daystrom von dem Afroamerikaner William Marshall gespielt worden war. Der Name der Figur wurde daraufhin geändert und Leah Brahms wurde stattdessen zu einer Absolventin des Daystrom-Instituts.

### Regie
Gabrielle Beaumont war hier erstmals als Regisseurin für eine Star-Trek-Produktion tätig. Sie inszenierte später noch sechs weitere Folgen von Raumschiff Enterprise – Das nächste Jahrhundert sowie je eine Folge von Star Trek: Deep Space Nine und Star Trek: Raumschiff Voyager.
Die Energiefalle war die erste Star-Trek-Produktion, bei der eine Frau Regie führte.

### Darsteller
Susan Gibney hat hier ihren ersten Auftritt im Star-Trek-Franchise. Sie spielte in Folge 4.16 (Die Begegnung im Weltraum) von Raumschiff Enterprise – Das nächste Jahrhundert auch die echte Leah Brahms und sprach in Folge 3.03 (Das Psycho-Gestein) von Star Trek: Lower Decks eine Illusion von Brahms. Sie spielte außerdem Captain Benteen in der Doppelfolge 4.11/12 (Die Front / Das verlorene Paradies) von Star Trek: Deep Space Nine. In der Planungsphase der Serie Star Trek: Raumschiff Voyager kam sie in die engere Auswahl für die Rolle von Captain Kathryn Janeway. Sie sprach später auch für die Rollen der Seven of Nine und der Borg-Königin vor.
Julie Warner spielte Christy Henshaw noch einmal in Folge 3.25 (Wer ist John?) von Raumschiff Enterprise – Das nächste Jahrhundert.

### Musik
Der holografische Geiger spielt in dieser Folge den Ungarischen Tanz Nr. 5 von Johannes Brahms.

### Modelle
Das Modell des Promellianischen Schlachtkreuzers wurde ursprünglich für den Horrorfilm Die Nacht der Creeps aus dem Jahr 1986 angefertigt. Es wurde später in mehreren Folgen von Star Trek: Deep Space Nine zur Darstellung von Raumschiffen verschiedener außerirdischer Völker wiederverwendet.

## Rezeption
Keith DeCandido bewertete Die Energiefalle 2011 auf tor.com als eine unterdurchschnittliche Folge von Raumschiff Enterprise – Das nächste Jahrhundert. Sie enthalte zwar zahlreiche interessante Elemente (Picards archäologische Begeisterung, die einfache Eleganz der Falle und der Befreiung aus dieser), die gesamte Holodeck-Geschichte sei jedoch misslungen. Zum einen habe es keinen Sinn, dass sich La Forge zur Problemlösung eine holografische Assistentin kreiert, wenn ihm doch ein ganzes Team von Ingenieuren zur Verfügung steht. Dass er sich schließlich in das Abbild von Leah Brahms verliebt, lasse La Forge zudem äußerst unangenehm wirken.
Charlie Jane Anders führte Die Energiefalle 2014 auf gizmodo.com in einer Liste der 100 besten bis dahin ausgestrahlten Star-Trek-Folgen auf Platz 90.
Michael Weyer führte Die Energiefalle 2019 auf cbr.com in einer Liste der 20 besten Holodeck-Folgen im Star-Trek-Franchise auf Platz 14.
Derek Draven führte Die Energiefalle 2020 auf screenrant.com in einer Liste der 10 furchteinflößendsten Folgen von Raumschiff Enterprise – Das nächste Jahrhundert auf Platz 8.
Stephanie Roehler erstellte 2021 für screenrant.com eine Liste der 20 besten Folgen von Raumschiff Enterprise – Das nächste Jahrhundert. Die Energiefalle landete dabei auf Platz 6.

## Parodien und Anspielungen
In Folge 2.11 (Die Zeitkapsel) der Science-Fiction-Serie The Orville von 2019 wird ebenfalls ein realitätsnahes holografisches Abbild einer Person auf der Grundlage der über sie vorhandenen Aufzeichnungen erstellt.